# Aspàlat
L'aspàlat (Anthyllis hystrix), és una planta amb flors de la família de les fabàcies.
Addicionalment pot rebre els noms de socarrell apiculat, socarrell de Hermann i socarrell gros.

## Descripció
És un matoll espinós que pot arribar a mesurar més d'un metre d'alçada. Les seves fulles són lanceolades, petites i es troben aïllades. Les flors són de color groc, quan no està en flor es pot confondre amb Dorycnium fulgurans, ja que aquest té una forma semblant i viu als mateixos ambients, però, en canvi, les seves fulles són espatulades i es troben reunides en fascicles. Les seves branques llenyoses creixen molt juntes i atapeïdes, sovint entrellaçant-se formant una xarxa impenetrable.

## Distribució i hàbitat
Aquesta planta que creix exclusivament a la costa nord de Menorca. Sembla que està emparentat amb altres plantes de la Mediterrània central i oriental, com és l'espècie Anthyllis hermanniae, distribuïda a Còrsega, Sardenya, el nord de la Mediterrània oriental i Anatòlia.
Creix sobre els penya-segats de la costa nord de l'illa, fins als 100 m d'altitud respecte al nivell del mar. Forma un coixinet arrodonit, però l'impacte de l'aerosol salí durant les fortes tramuntanades que a l'hivern pateix l'illa (episodis de fort vent del nord que davalla del golf de Lleó) provoca la mort dels teixits foliars per deshidratació pel costat més exposat al vent, de manera que el socarrell es manté viu a redossa del vent.